# Bembidion pimanum
Bembidion pimanum är en skalbaggsart som beskrevs av Thomas Casey. Bembidion pimanum ingår i släktet Bembidion och familjen jordlöpare. Inga underarter finns listade i Catalogue of Life.